# Riacho Barra do Aba
O riacho Barra do Aba é um curso de água que banha o sítio Aba, em Passagem, município situado na Região Metropolitana de Patos, no estado da Paraíba. As águas do riacho chegam da sangria da barragem do Caudeloso e seguem para o Rio Farinha.